# 1020年代
| 千纪： | 2千纪                                                                                            |
| 世纪： | 10世纪 \| 11世纪 \| 12世纪                                                                       |
| 年代： | 990年代 \| 1000年代 \| 1010年代 \| 1020年代 \| 1030年代 \| 1040年代 \| 1050年代                  |
| 年份： | 1020年 \| 1021年 \| 1022年 \| 1023年 \| 1024年 \| 1025年 \| 1026年 \| 1027年 \| 1028年 \| 1029年 |

## 大事记
- 1023年 北宋政府发行世界上第一种由政府发行的纸币：交子。
- 1029年 大延琳称帝，建立兴辽。

## 出生
- 郭熙（約1023年－約1085年），北宋畫家，